# Christer Andersson (ishockeymålvakt)
Christer Andersson, född den 21 juli 1947, är en svensk tidigare ishockeymålvakt. Han spelade i OS 1972 och kom på fjärde plats med svenska landslaget.
Han spelade klubblagsishockey för Tingsryds AIF under sjutton säsonger varav 7 säsonger i den högsta ligan.
Christer Andersson blev den 25 november 2018 hyllad i Nelson Garden Arena, Tingsryds AIF:s hemmaplan, genom att få sin tröja hissad i taket.

## Meriter
- OS-fyra 1972

## Klubbar
- Tingsryds AIF, 1967-1984, division 1